# Mali Požarevac
Mali Požarevac (Servisch cyrillisch Мали Пожаревац) is een plaats in de Servische gemeente Sopot. De plaats telt 1479 inwoners (2002).